# Франсішку Консейсан
Франсішку Фернандеш Консейсан (порт. Francisco Fernandes Conceição, нар. 14 грудня 2002, Коїмбра) — португальський футболіст, нападник клубу «Ювентус» і збірної Португалії.

## Клубна кар'єра
Уродженець Коїмбри, почав футбольну кар'єру в молодіжній команді лісабонського «Спортінга» у віці восьми років. Провівши шість років в академії «Спортінга», у 2017 році перейшов в «Падроенсе». Рік по тому став гравцем футбольної академії «Порту». У серпні 2020 року підписав свій перший професіональний контракт з «Порту», після чого був переведений до резервної команди «Порту Б» і 13 вересня 2020 року дебютував за неї у матчі Сегунди-ліги проти «Варзіма» (0:1).
13 лютого 2021 року дебютував в основному складі «Порту», який очолював його батько Сержіу Консейсан, вийшовши на заміну в матчі португальської Прімейра-ліги проти «Боавішти». Через чотири дні 18 лютого 2021 року дебютував у Лізі чемпіонів, вийшовши на заміну в матчі 1/8 фіналу проти «Ювентуса» і став другим наймолодшим гравцем «Порту» в Лізі чемпіонів після Рубена Невіша.
21 липня 2022 року підписав п'ятирічний контракт з чемпіоном Нідерландів амстердамським «Аяксом».
У 2024 році Франсішку повернувся до складу португальського клубу «Порту».
27 серпня 2024 року на умовах оренди з можливістю права викупи перейшов до італійського клубу «Ювентус» до червня 2025 року.
22 липня 2025 року «Ювентус» оголосив про перехід Консейсану з «Порту». Сума п'ятирічної угоди 30,4 мільйона євро плюс 1,6 мільйона євро потенційних бонусів.

## Кар'єра в збірній
Виступав за збірні Португалії до 16, до 17 і до 19 років.
З молодіжною командою Португалії поїхав на молодіжний чемпіонат Європи 2021 року в Угорщині та Словенії, де в матчі проти Швейцарії відзначився голом.
З 2024 року залучається до лав національної збірної Португалії.

## Особисте життя
Франсішку син відомого португальського футболіста та футбольного тренера Сержіу Консейсана. Старші брати Франсішку Сержіу та Родрігу також стали футболістами.

## Статистика виступів

### Статистика виступів за збірну
Станом на 18 листопада 2024 року
| Дата       | Місто              | Господарі  | Результат               | Гості      | Турнір                                    | Голи | Примітки  |
| ---------- | ------------------ | ---------- | ----------------------- | ---------- | ----------------------------------------- | ---- | --------- |
| 26-3-2024  | Любляна            | Словенія   | 2 – 0                   | Португалія | товариський матч                          | -    | 46' 65'   |
| 4-6-2024   | Лісабон            | Португалія | 4 – 2                   | Фінляндія  | товариський матч                          | -    |           |
| 18-6-2024  | Лейпциг            | Португалія | 2 – 1                   | Чехія      | ЧЄ 2024 - груповий етап                   | 1    | 90' 90+3' |
| 26-6-2024  | Гельзенкірхен      | Грузія     | 2 – 0                   | Португалія | ЧЄ 2024 - груповий етап                   | -    |           |
| 1-7-2024   | Франкфурт-на-Майні | Португалія | 0 – 0 д.ч. (3 – 0 п.п.) | Словенія   | ЧЄ 2024 - 1/8 фіналу                      | -    | 76'       |
| 5-7-2024   | Гамбург            | Португалія | 0 – 0 д.ч. (3 – 5 п.п.) | Франція    | ЧЄ 2024 - чвертьфінал                     | -    | 75'       |
| 15-10-2024 | Глазго             | Шотландія  | 0 – 0                   | Португалія | Ліга націй УЄФА 2024—2025 - груповий етап | -    | 61'       |
| 18-11-2024 | Спліт              | Хорватія   | 1 – 1                   | Португалія | Ліга націй УЄФА 2024—2025 - груповий етап | -    | 71'       |
| Усього     |                    | Матчів     | 8                       |            | Голів                                     | 1    |           |

## Титули і досягнення
- Чемпіон Португалії (1):

«Порту»: 2021–22
- Володар Кубка Португалії (2):

«Порту»: 2021–22, 2023–24
- Переможець Ліги націй УЄФА: 2024-25